# リッチフィールド石油
リッチフィールド石油（リッチフィールドせきゆ）、ないし、リッチフィールド・オイル・コーポレーション (Richfield Oil Corporation) は、かつて1905年から1966年まで存在していたカリフォルニア州を拠点とするアメリカ合衆国の石油会社。1966年にアトランティック石油と合併し、アトランティック・リッチフィールド社（ARCO）となった。

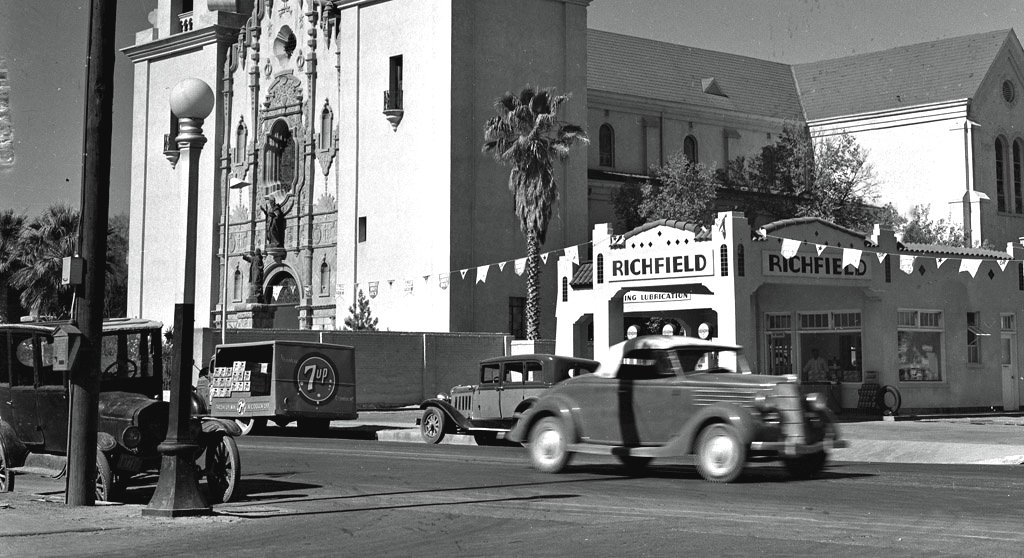
アリゾナ州フェニックスにあった、リッチフィールドの給油所。1939年7月撮影。

## 歴史
リッチフィールド石油は1905年に設立され、1917年には最初の給油所をロサンゼルスに開設した。急成長を遂げたリッチフィールド石油だったが、世界恐慌のあおりを受け、1931年には管財人の管理下に置かれた。
このとき、シティーズ・サービス社（Cities Service Company：後のシットゴー）が、リッチフィールドの4株を自社株1株と交換すると市場で呼びかけ、リッチフィールドの株式の過半数を取得した。
1932年には、コンソリデーティッド石油（Consolidated Oil Corporation：1943年にシンクレア石油と改称）が、リッチフィールド石油の買収を持ちかけた。この交渉はうまく行かなかったが、コンソリデーティッド石油の社長ハリー・シンクレアは、その後もリッチフィールドの買収に意欲を見せ続け、スタンダード・オイル・オブ・カリフォルニア（Standard Oil of California：後のシェブロン）による買収の試みから、リッチフィールドを守り続けた。
1935年、コンソリデーティッド石油は、リッチフィールドの合衆国東部の事業を買収した。この動きによってスタンダード・オイル・オブ・カリフォルニアはリッチフィールドへの関心を失った。コンソリデーティッド石油に移行された合衆国東部の給油所は、その後ブランドをシンクレアに変更した。
リッチフィールド石油は、1936年に、コンソリデーティッド石油傘下のリオ・グランデ (Rio Grande) とシティーズ・サービスの合意に基づいて、リッチフィールドとリオ・グランデが合併することとなり、ようやく管財人管理を脱した。
1942年2月23日、カリフォルニア州サンタバーバラ西郊のエルウッド油田が日本軍に攻撃された際には、リッチフィールドのタンク2基が砲撃された。大日本帝国海軍の伊号第十七潜水艦によるこの砲撃は、米英戦争（1812年 - 1814年）以降では初めての、アメリカ合衆国本土への攻撃であった。
リッチフィールド石油は、1955年から1970年にかけて、ディズニーランドのオートピアのスポンサーであった。
1966年、アトランティック精油 (Atlantic Refining) と合併し、アトランティック・リッチフィールド社（ARCO）となった。その後、ARCOは、2000年にBPに買収された

## ランドマーク
かつてロサンゼルスには、リッチフィールド・タワーという建物があった。12階建てで黄金色のアール・デコ調のこの建物は、1929年に竣工した。その後、長くリッチフィールドの本社として使用されたが、1968年に解体された。
1938年にはカリフォルニア州カーソンの製油所が操業を始めた。
リッチフィールド石油は、アラスカ州で商業的規模の油田を最初に発見した会社である。この油田は、1957年にケナイ半島で発見された。リッチフィールドのケナイ半島における成功は、プルードー湾における鉱業権リースが進むこととなり、こちらも後にARCOに有利に働いた。

## アトランティック精油との合併
アトランティック精油会社 (Atlantic Refining Company) は、より多くの油田や生産量の確保の必要に迫られ、まず1962年にホンド石油ガス会社 (Hondo Oil & Gas Company) を合併した。その後、ホンドの社長だったロバート・オーヴィル・アンダーソンを社長としたアトランティック精油会社は、さらに規模拡大が必要だと考えていた。アトランティック精油の会長となっていたアンダーソンは、リッチフィールド会長のチャールズ・S・ジョーンズ (Charles S. Jones) と釣りに出かけ、合併の話をまとめた。アトランティック・リッチフィールド社 (Atlantic Richfield Company, ARCO) への統合は、1966年に完了した。

## 商標
- RICHCOTE
- ROCOLUBE
- RIO GRANDE
- RIOMIX
- CIRCLE C
- SUPER CIRCLE C

## シンボルと色
リッチフィールドは、鷲のリアルな絵や図案化された姿を、シンボルとして用いていた。こうした絵柄は青と黄色で描かれていたが、この2色は社を象徴する色として使われていた。